# Ксенже-Копаче
Ксенже-Копаче (пол. Księże Kopacze) — село в Польщі, у гміні Щурова Бжеського повіту Малопольського воєводства.
Населення — 41 особа (2011).
У 1975-1998 роках село належало до Тарновського воєводства.

## Демографія
Демографічна структура станом на 31 березня 2011 року:
|          | Загалом | Допрацездатний вік | Працездатний вік | Постпрацездатний вік |
| -------- | ------- | ------------------ | ---------------- | -------------------- |
| Чоловіки | 22      | 5                  | 15               | 2                    |
| Жінки    | 19      | 4                  | 6                | 9                    |
| Разом    | 41      | 9                  | 21               | 11                   |